# بات دينغ
بات دينغ هي ممثلة صينية، ولدت في 1 يوليو 1963 بهونغ كونغ في الصين.

## وصلات خارجية
- بات دينغ على موقع IMDb (الإنجليزية)
- بات دينغ على موقع قاعدة بيانات الفيلم (الإنجليزية)